# Karl Leonhard Reinhold
Karl Leonhard Reinhold, avstrijski filozof, * 26. oktober 1757, Dunaj † 10. april 1823, Kiel
Karl Leonhard Reinhold (Dunaj, 26.10.1757 – Kiel, 10.4.1823) je bil avstrijski filozof, ki je pomagal pri širitvi del Immanuela Kanta v poznem 18. stoletju. Njegovo delo 'Temelji filozofije' (Elementarphilosophie) je močno vplivalo na nemški idealizem. 

## Življenje
Reinhold se je rodil na Dunaju. Leta 1772 je pri štirinajstih letih vstopil v jezuitsko šolo v cerkvi Svete Ane. Tam se je učil le eno leto, saj so jezuitski red od tam izgnali, zato se je pridružil podobni katoliški šoli pod nadzorom reda Svetega Barnaba. Leta 1778 je tam tudi postal učitelj, 27. avgusta leta 1780 je bil posvečen v duhovnika.  
Kmalu pa je ugotovil, da mu tako duhovniško življenje ni pogodu, zato je 19. novembra 1783 pobegnil v Leipzig, kjer se je spreobrnil v protestantsko vero. V letu 1784, potem ko se je en semester učil filozofijo v Leipzigu, se je ustalil v Weimarju, kjer je delal skupaj z nemškim pesnikom in pisateljem Christophom Martinom Wielandom pri reviji Der Teutsche Merkur in se kasneje poročil z njegovo hčerko Sophio Catharino Susanno Wieland (19.10.1769 – 1.9.1837) 18. maja leta 1785. V letih 1786 in 1787 je v reviji objavil pisma o Kantovi filozofiji, ki so pomagala razširiti Kantovo delo med širše občinstvo. Zaradi svojih objav v reviji je prejel povabilo na univerzo v Jeni, kjer je učil od leta 1787 do leta 1794.  
Leta 1789 je objavil svoje najpomembnejše delo Versuch einer neuen Theorie des menschlichen Vorstellungsvermogens (Esej k novi teoriji o sposobnosti predstavitve), kjer je poskušal poenostaviti Kantove teorije in jih združiti v eno načelo, Reinholdovo načelo o zavesti. Leta 1794 je sprejel povabilo na univerzo v Kielu, kjer je učil vse do svoje smrti leta 1823, čeprav ni več objavljal svojih izvirnih del.  

## Delo

### Pisma o Kantovi filozofiji
Kot bivši katoliški duhovnik je Reinhold ohranjal moralne vrednote krščanske vere. Krščanski pogled na Boga in nesmrtno človeško dušo so bili predispozicija za njegovo razmišljanje in pisanje. Poskusil je pokazati, da Kantova filozofija odpira novo, drugo pot verskemu razodetju in filozofskemu skepticizmu. Med branjem Kritike čistega razuma je odkril nekatere stvari, ki jih je treba izboljšati. To je bila splošnost Kantovih dedukcij in dokazov, brez katere je bil temeljit družbeni učinek Kantovih kritik vprašljiv. V skladu s svojim prepričanjem, da je filozofske rezultate vedno mogoče izboljšati, je Reinhold začel razvijati lastne ideje, ki so se razlikovale od Kantovega nauka. Odločil se je napisati svoje opazke glede dela in jih javno objaviti. V svojih spisih in esejih je razglabljal o težavah moralnosti in povezavo z radikalnimi idejami o Bogu, svobodno voljo ter tudi o posmrtnem življenju. K tem problemom je obrnil večino svoje pozornosti in jih razlagal v svojih pismih ter s tem dosegel veliko zanimanje javnosti za njegova dela, vzporedno je Kantova kritika postala zelo pomembna knjiga.  
Filozof in zgodovinar Karl Ameriks opozarja, da je Reinholdovo razmišljanje o Kantovih delih imelo velik vpliv na številne filozofe, kot so Fichte, Hegel, Schelling, itd. Leta 1794 je Fichte objavil prve temelje svoje Wissenschaftslehre (Nauk o naravoslovju), ki jo je opisal kot navdihnjeno s Kantom. V njem je Fichte poimenoval absolutni jaz kot univerzalno veljavno načelo in osnovo vsega spoznavanja. Reinholdovo zamisel je ocenil kot nepogrešljivo predhodno stopnjo za svojo rešitev. Reinhold je nato pregledal svoj pristop. Odkril je daljnosežno napako: sposobnost domišljije je neupravičeno imel za samoumevno. Po drugi strani pa se mu je zdelo, da je Fichte s svojo predpostavko o absolutnem jazu uspel najti logično in sholastično prepričljivo rešitev. Fichtejev absolutni jaz je razlagal kot "osnovno dejavnost uma, ki je neodvisna od subjekta", in tako je imel podlago za svoje filozofiranje. V Reinholdovih delih lahko najdemo tudi skoraj Faustovo težnjo po tem, da lahko človek upa na to, da bo v prihodnosti nagrajen, če bo ves čas poskušal biti dober, čeprav ni dobro biti dober le zato, ker upamo na nagrado.  

## Uveljavljanje Kantovih teorij
Kantova kritična filozofija ni bila sprejeta kot končna resnica, zato naj bi Reinhold poskušal to spremeniti. Razlikoval je dve ravni filozofije. Najosnovnejša in najpreprostejša se je ukvarjala z zavestjo in predstavami v njej. Druga, bolj zahtevna raven pa je bila skrb za možnost in strukturo znanih ali želenih elementov.  
Kantovo pomembno spoznanje je bilo, da je mogoče ugotoviti možnosti obstoja metafizike, kar lahko storimo le tako, da opišemo, kaj se zgodi, ko se um zaveda predmetov. Kant se je preveč ukvarjal s predmeti samimi in je ostal le na drugi ravni filozofije. Redko je preučeval dogajanje v zavesti, ki je osnovna raven filozofije. Reinhold je bil prepričan, da bi moral Kant opredeliti temeljno dejstvo zavesti, ki je bistvena za omogočanje spoznanja samega sebe.  
Reinholdovo delo Esej k novi teoriji sposobnosti predstavitve je opis glavnih delov in lastnosti zavesti. V tej knjigi je obrnil svojo pozornost od moralnih dilem, ki jih je Kant opisal v zadnjem delu svoje Kritike čistega razuma, proti epistemološkim vprašanjem iz začetnega in srednjega dela. Menil je tudi, da se mora Kantovo delo začeti brati prvo zadnji del, nato srednji, šele na koncu pa začetni. 